# Nhà thờ chính tòa Valladolid
Nhà thờ chính tòa Đức Mẹ Đồng Trinh (tiếng Tây Ban Nha: Catedral de Nuestra Señora de la Asunción), biết đến với tên Nhà thờ chính tòa Valladolid, là một nhà thờ chính tòa giáo hội Công giáo Rôma ở Valladolid, Tây Ban Nha. Nhà thờ được thiết kế bởi Juan de Herrera. Ngày nay, kiến trúc nhà thờ đã thay đổi 40-45% so với trước kia.

## Lịch sử
Nhà thờ chính tòa có nguồn gốc từ nhà thờ Collegiate Gothic được bắt đầu xây dựng từ cuối thế kỷ 15: trước khi trở thành thủ đô tạm thời của Tây Ban Nha thống nhất, Valladolid không phải là một tòa giám mục, và vì vậy nơi này thiếu quyền cần thiết để xây dựng nhà thờ chính tòa.

## Hình ảnh

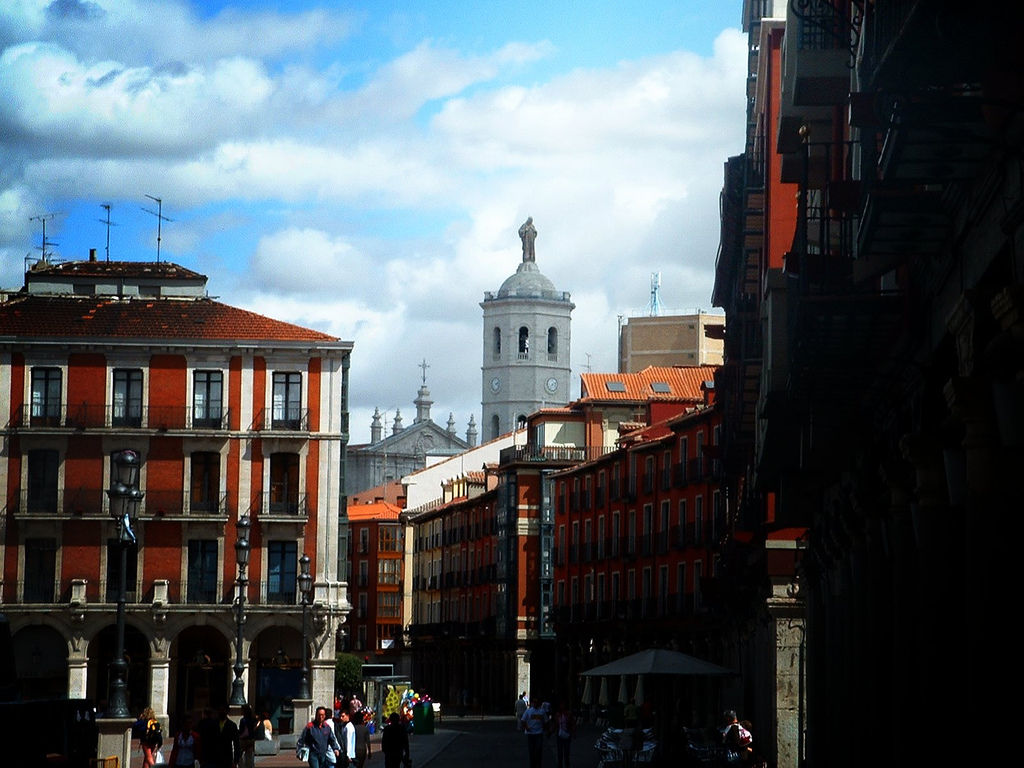
Cảnh nhìn từ Tòa thị chính, Valladolid
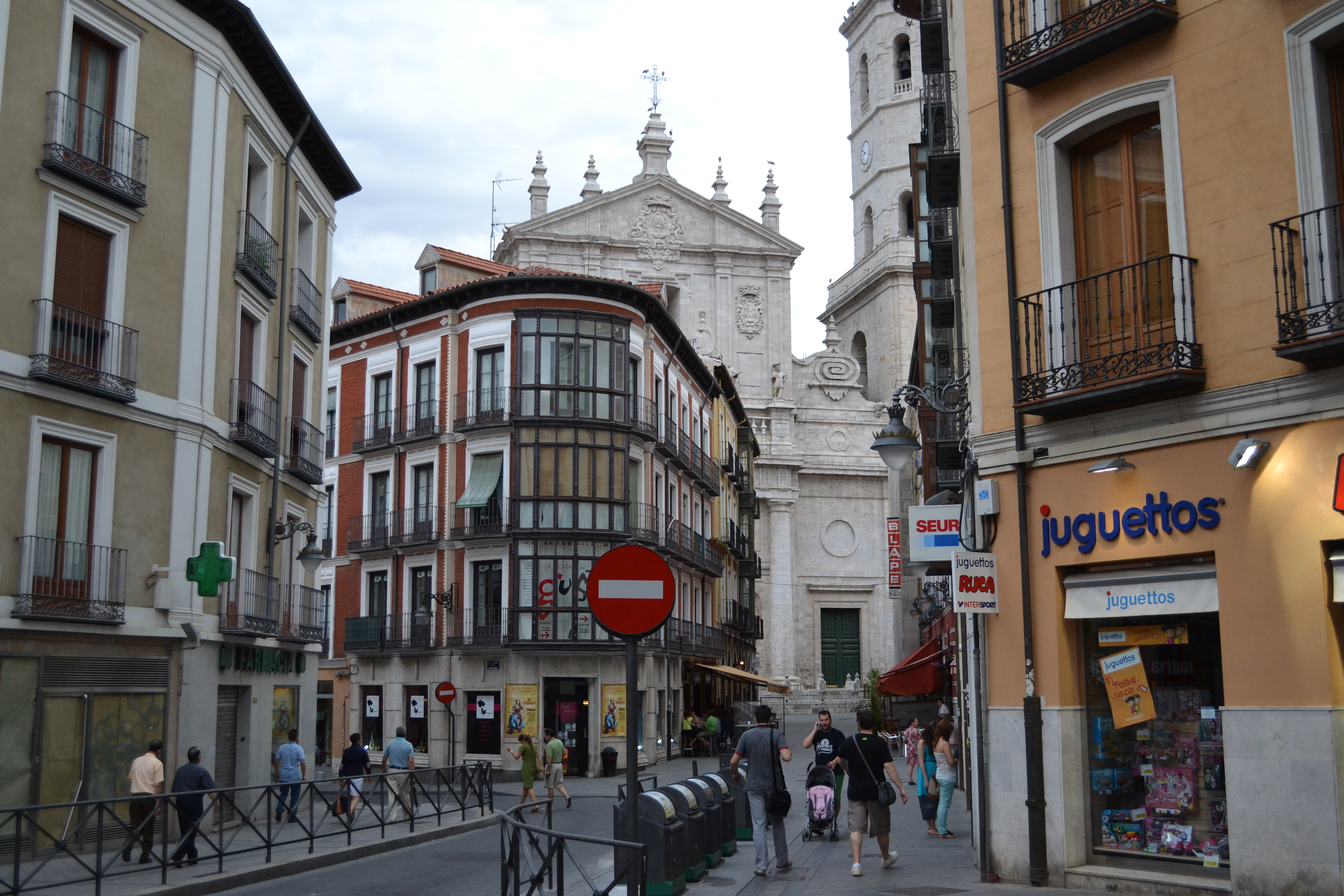
Cảnh nhìn từ đường Regalado
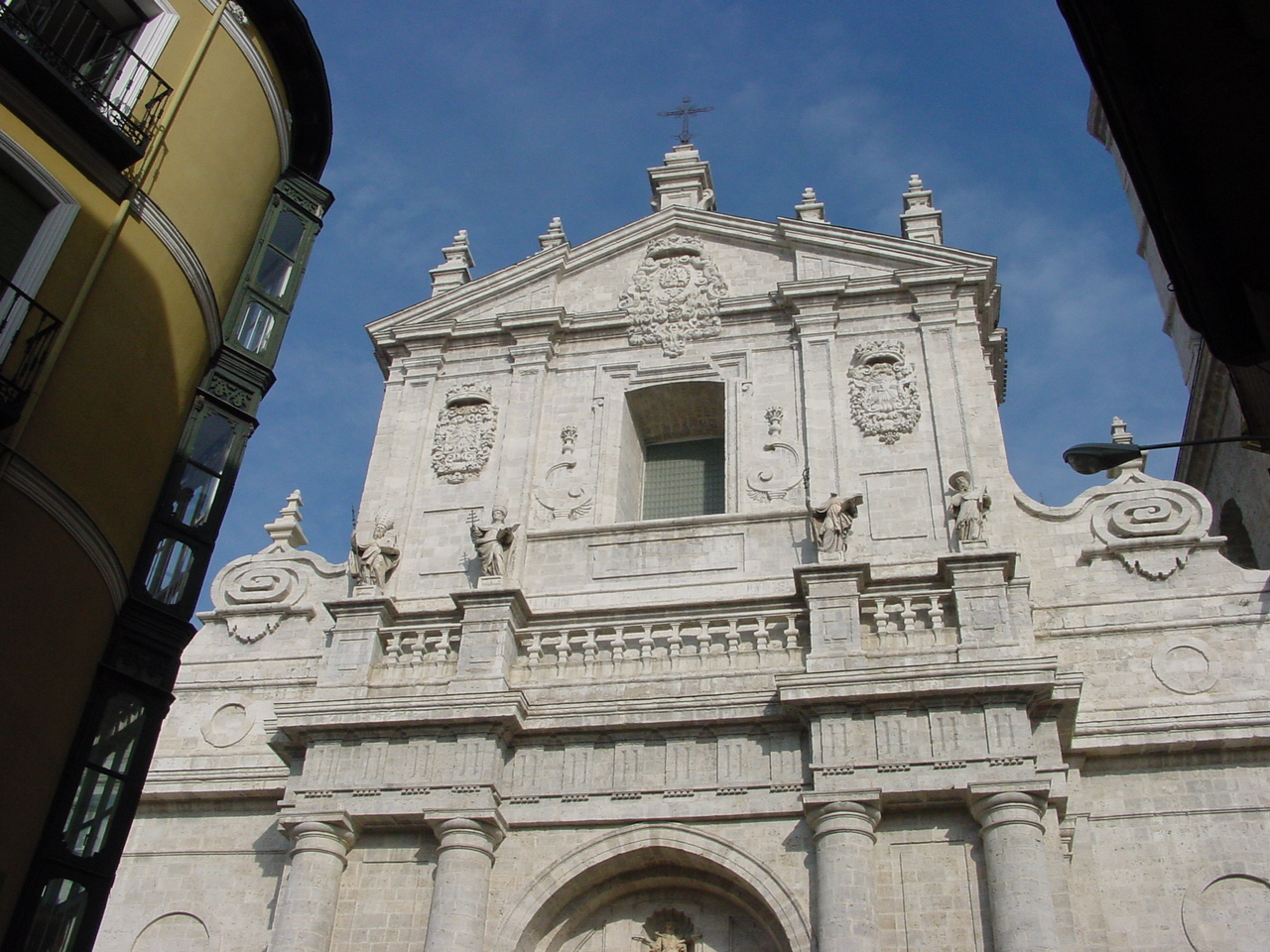
Cảnh nhìn chính
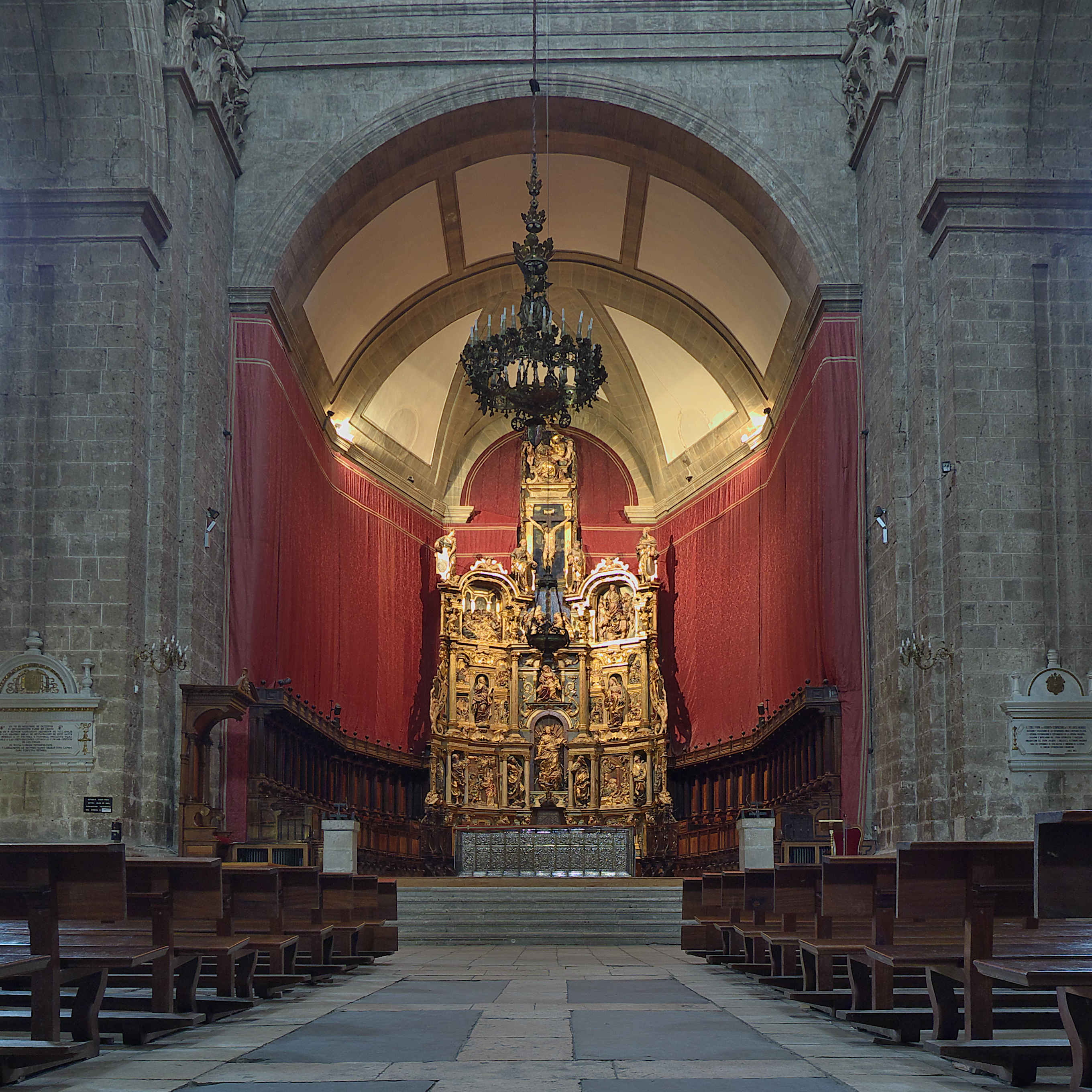
Bên trong nhà thờ
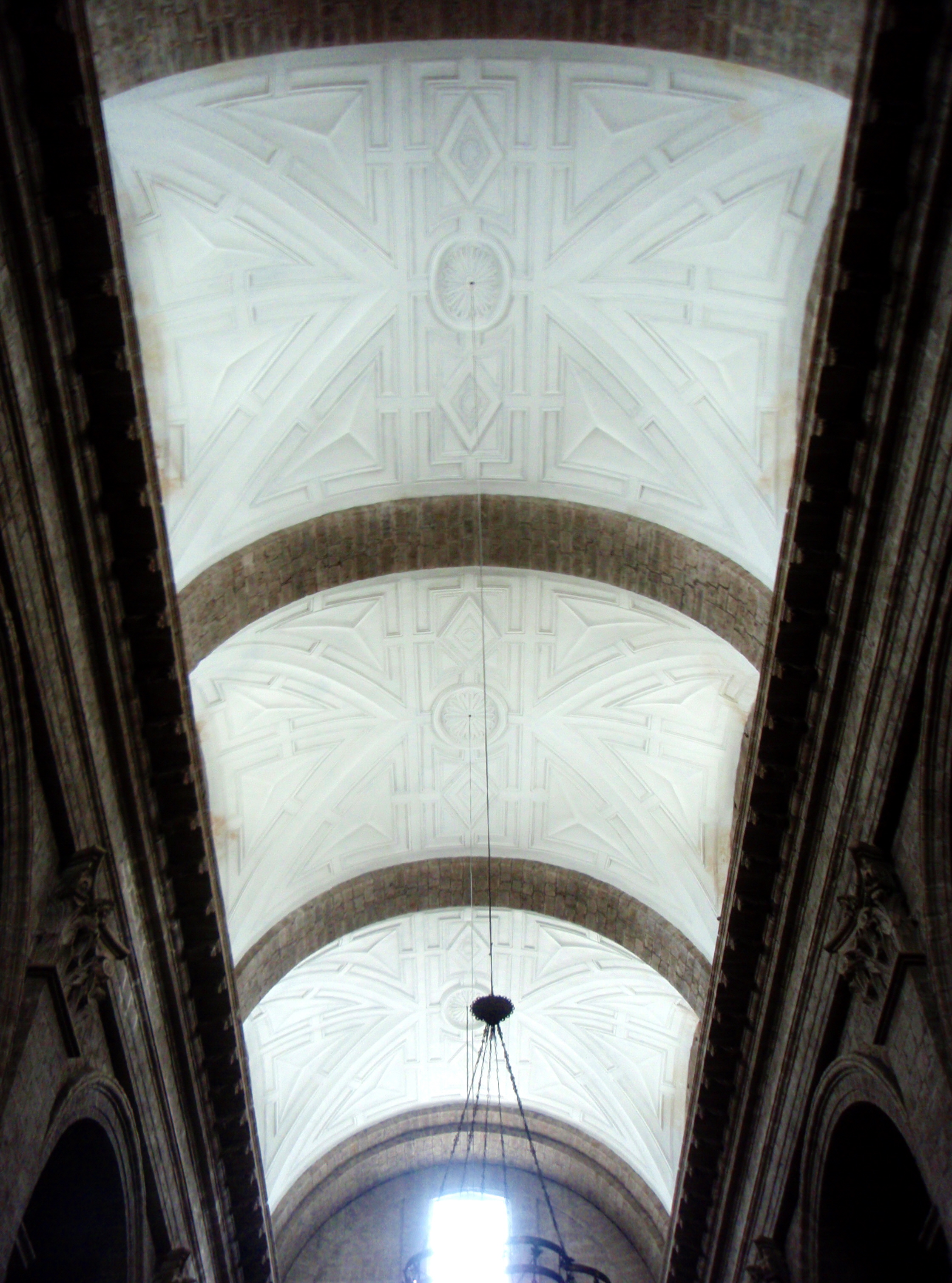
Mái nhà thờ
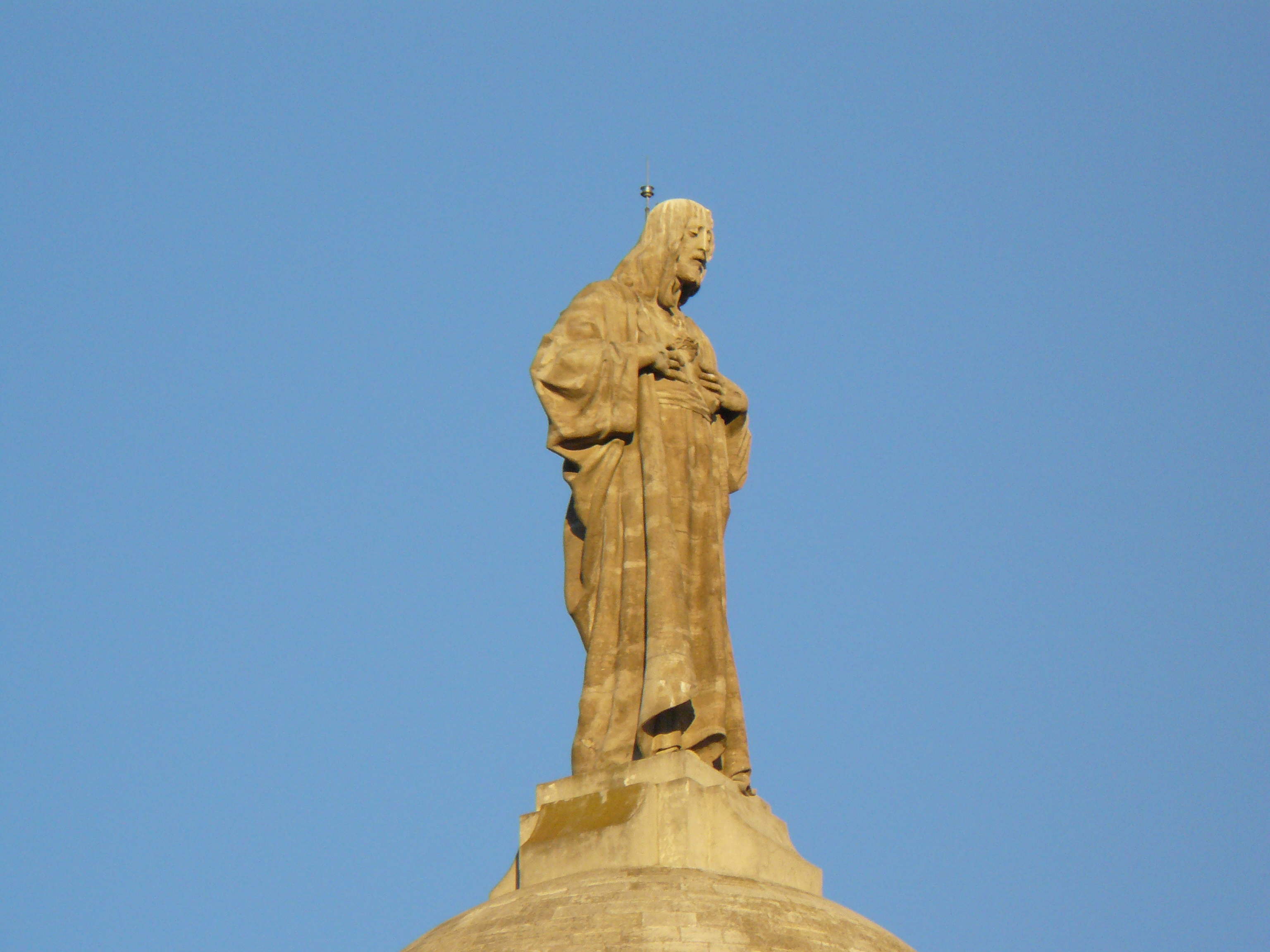
Tượng trái tim Thánh
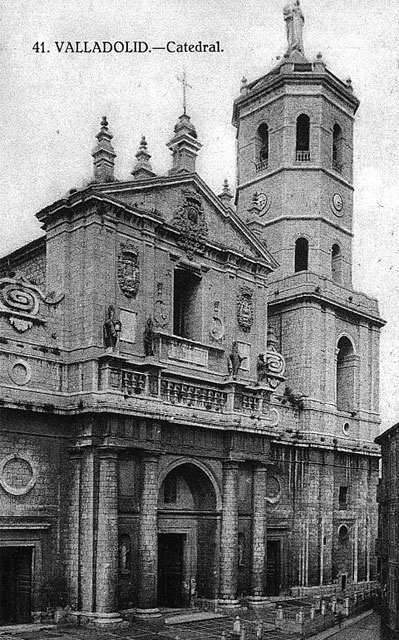
Thập niên 1920
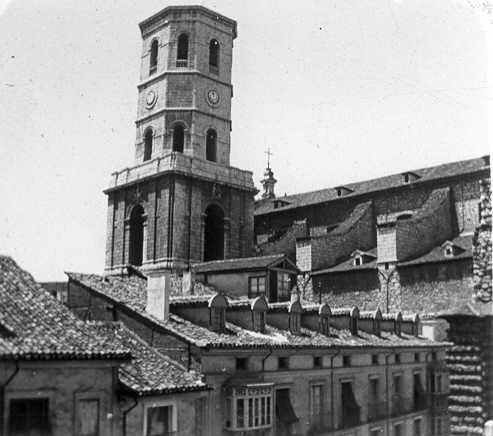
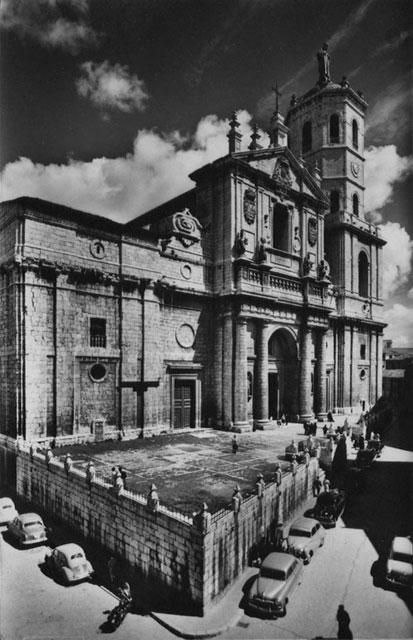
Thập niên 1960
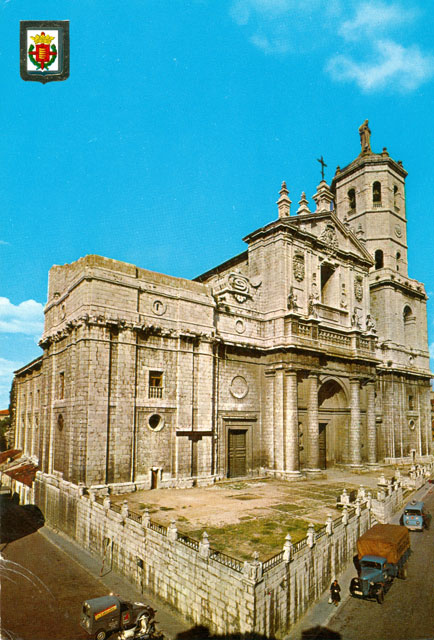
Thập niên 1980
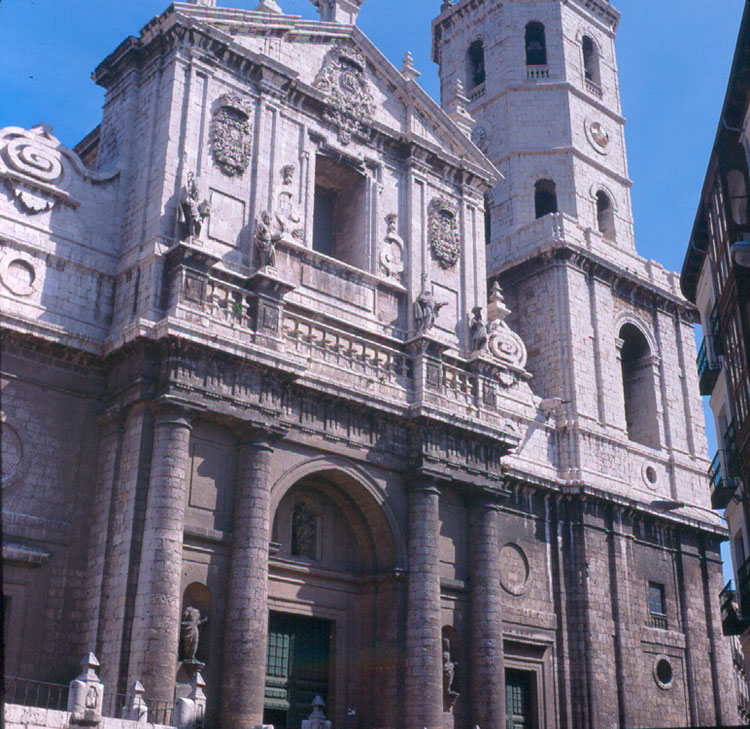
Thập niên 1990
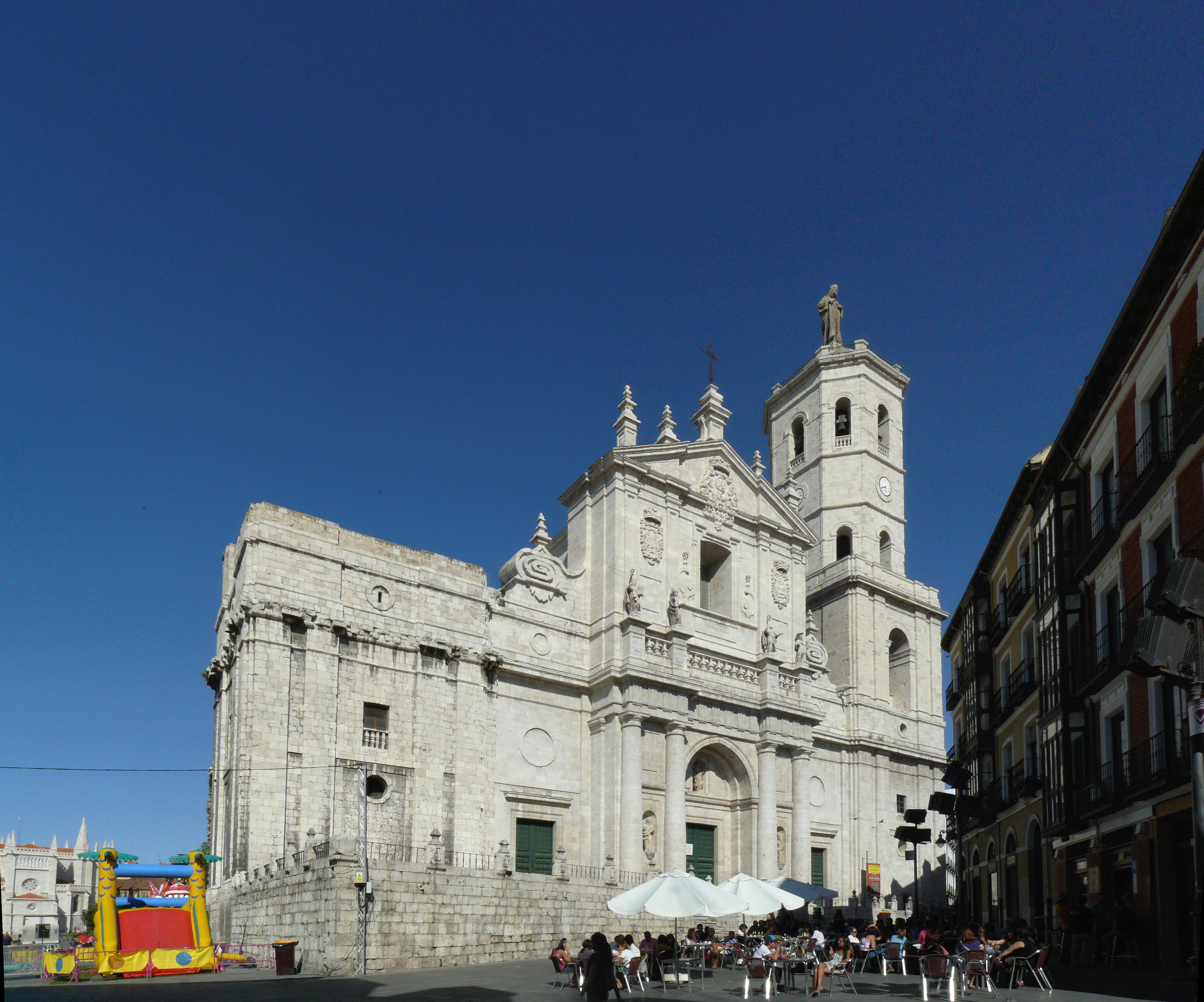
Năm 2012
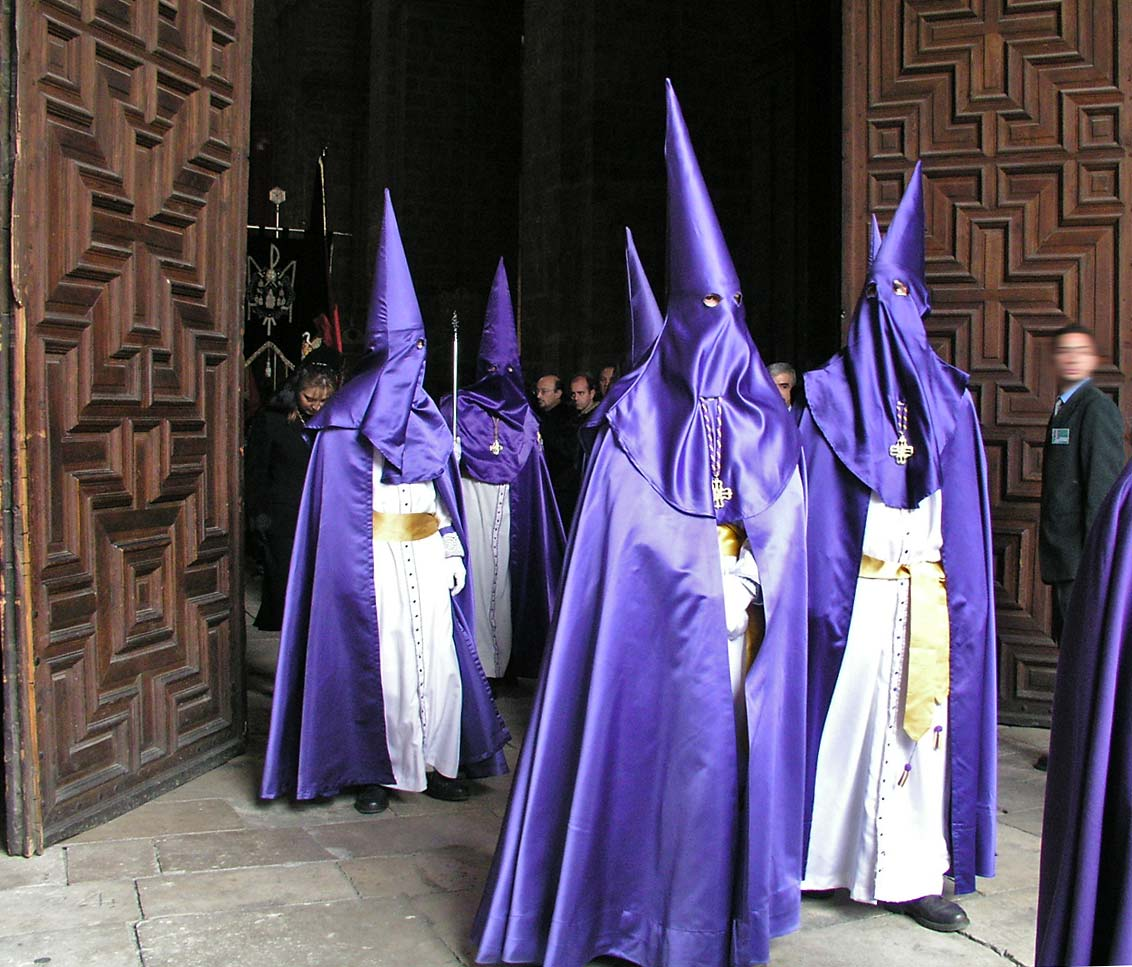
Thành viên hội anh em trong suốt Tuần Thánh ở Valladolid
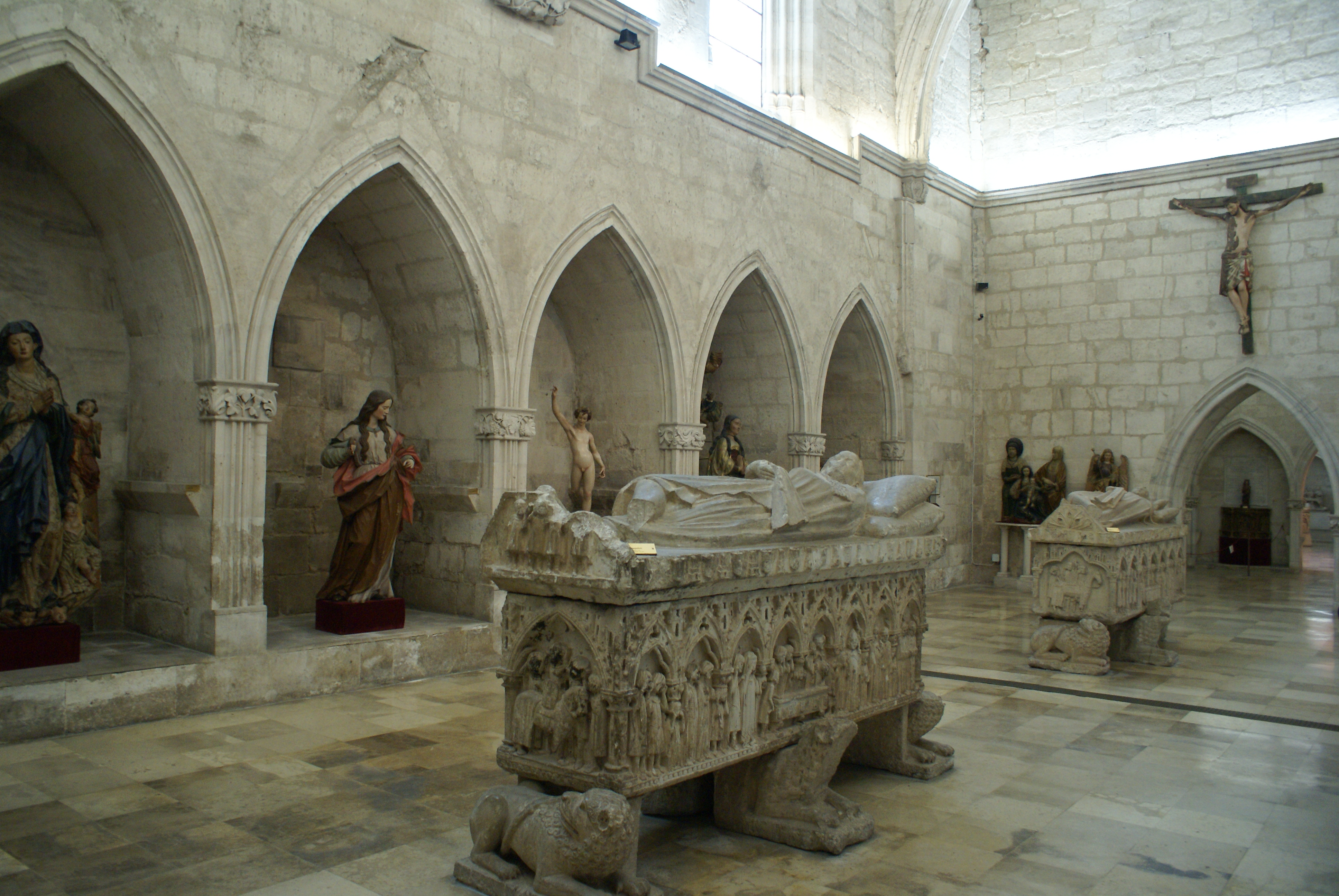
Bên trong nhà thờ nhỏ, một phần của bảo tàng giáo phận và nhà thờ chính tòa Valladolid

### Sách chuyên khảo
| - BUSTAMANTE GARCÍA, Agustín. La arquitectura clasicista del foco vallisoletano. Institución Cultural Simancas, Valladolid, 1983. ISBN 84-600-2926-3 - CANESI ACEVEDO, Manuel. Historia de Valladolid (1750). Libro primero, tomo I. Edición facsímil del Grupo Pinciano, 1997. ISBN 84-87739-60-1 (página -241-) - CANESI ACEVEDO, Manuel. Historia de Valladolid (1750). Libro quinto, tomo III. Edición facsímil del Grupo Pinciano, 1997. ISBN 84-87739-62-8 (página -335-) - G. GARCÍA-VALLADOLID, Casimiro. Valladolid, recuerdos y grandezas. Tomo I. Edita Grupo Pinciano. Edición facsímil. ISBN 84-500-4066-3 - Fernando Chueca Goitia. La Catedral de Valladolid. Instituto Juan de Herrera, Escuela Técnica Superior de Arquitectura de Madrid, 1998. ISBN 84-89977-57-7 - GALLEGO DE MIGUEL, Amelia. Rejería castellana. Valladolid. Edita Institución Cultural Simancas, 1982. ISBN 84-500-5119-3 - MARTÍ Y MONSÓ, José. Estudios histórico-artísticos relativos principalmente a Valladolid. Basados en la investigación de diversos archivos. Primera edición 1892-1901. Segunda edición facsímil, Valladolid 1992, Editorial Ámbito S.A. ISBN 84-86770-74-2 - MARTÍN GONZÁLEZ, Juan José y Jesús Urrea Fernández. Catálogo Monumental. Monumentos religiosos de la ciudad de Valladolid. Primera parte, tomo XIV. Edición facsímil 2001. Diputación de Valladolid. ISBN 84-505-0917-3 - MARTÍN GONZÁLEZ, Juan José. Catedral de Valladolid. Catedrales de Castilla y León. Editorial Edilesa, 2002. ISBN 84-8012-387-7 - MARTÍNEZ SOPENA, Pascual. Una historia de Valladolid, segunda parte. El Valladolid medieval. Ayuntamiento de Valladolid. ISBN 84-95389-80-0 - LAMA, Jesús Ángel de la. El órgano en Valladolid y su provincia: catalogación y estudio. Edita Caja de Ahorros Provincial de Valladolid, 1982. ISBN 84-500-5096-0 - LUENGO SÁNCHEZ, Jorge. El nacimiento de una ciudad progresista. Valladolid durante la regencia de Espartero 1840-1843 Ayuntamiento de Valladolid, 2005. ISBN 84-95389-96-7 - José María Quadrado. Valladolid, historia, monumentos, artes y naturaleza (1885). Edición facsímil Grupo Pinciano 1989. ISBN 84-505-8594-5 - URREA FERNÁNDEZ, Jesús. La catedral de Valladolid y Museo Diocesano. Editorial Everest. ISBN 84-241-4856-8 - URUEÑA PAREDES, Juan Carlos. Rincones con fantasmas. Un paseo por el Valladolid desaparecido. Ayuntamiento de Valladolid, 2006. ISBN 84-95389-97-5 - VARELA MARCOS, Jesús y GONZÁLEZ DEL CAMPO, María Isabel. Valladolid y su comercio con América. Edita Cámara Oficial de Comercio e Industria de Valladolid, 2006. ISBN 84-87831-29-X - Varios autores. Catálogo monumental de Castilla y León. Bienes inmuebles declarados. Vol. 2. Junta de Castilla y León, 1995. ISBN 84-7846-434-4 |